# 大营子乡 (承德县)
大营子乡，是中华人民共和国河北省承德市承德县下辖的一个乡镇级行政单位。

## 行政区划
大营子乡下辖以下地区：
大营子村、全宝河村、王家庄村、幸福村、八掛岭村、桲椤树村、北营子村和梆子沟村。